# David Payne
David Payne (Cincinnati, 24 de julho de 1984) é um atleta norte-americano que representou seu país nos Jogos Olímpicos de Verão de 2008, realizados em Pequim, na República Popular da China. Competiu na prova de 110 metros com barreiras masculino, onde conseguiu a medalha de prata.